# 帕里尼
帕里尼（法語：Parigny，法語發音：[paʁiɲi]）是法国芒什省的一个旧市镇，属于阿夫朗什区。2016年，帕里尼与临近的3个市镇合并为新市镇格朗帕里尼，帕里尼为新市镇行政中心。

## 地理
帕里尼（48°35'42"N, 1°4'41"W）面积11.62 平方千米，位于法国诺曼底大区芒什省，该省份为法国西北部沿海省份，西、北、东北三面环大西洋，东起顺时针与卡爾瓦多斯省、奧恩省、马耶讷省和伊勒-维莱讷省接壤。
与帕里尼接壤的市镇（或旧市镇、城区）包括：马蒂尼。

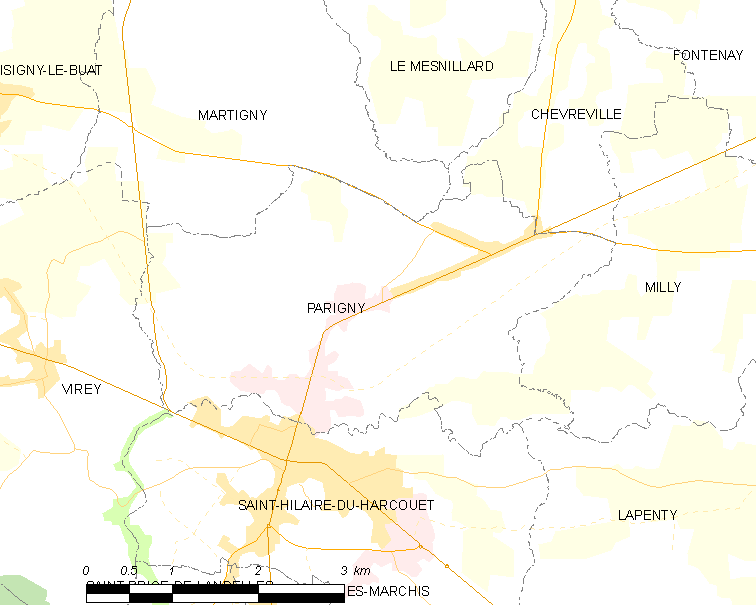
帕里尼的OSM定位图

帕里尼的时区为UTC+01:00、UTC+02:00（夏令时）。

## 行政
帕里尼的邮政编码为50600，INSEE市镇编码为50391。

## 政治
帕里尼所属的省级选区为圣伊莱尔迪阿库埃县。

## 人口

1962-2008年间帕里尼人口变化图示

帕里尼于2018年1月1日时的人口数量为1836人。